# Bretonischer Erbfolgekrieg
Der Bretonische Erbfolgekrieg oder „Krieg der beiden Johannas“ von 1341 bis 1364 war eine Auseinandersetzung zwischen den Häusern Châtillon, das im Besitz der Grafschaft Blois war, und Montfort um das Herzogtum Bretagne. Er fiel in die erste Phase des Hundertjährigen Kriegs in Frankreich.

## Vorgeschichte
Bis 1341 wurde die Bretagne von Herzögen aus dem Haus Dreux regiert, einer Nebenlinie der Kapetinger. Die Herzöge hatten historische Verbindungen zu England und waren gleichzeitig Grafen von Richmond in Yorkshire. Herzog Arthur II. (1262–1312) heiratete in erster Ehe Maria von Limoges (1260–1291), dann in zweiter Ehe Jolanthe von Dreux (1263–1322), Gräfin von Montfort und Witwe des schottischen Königs Alexander III. Aus der Ehe Arthurs mit Maria gingen drei Söhne hervor, darunter sein späterer Nachfolger Johann III. und Guido, Graf von Penthièvre. Mit Jolanthe bekam Arthur weitere Kinder, darunter einen Sohn, Johann, Graf von Montfort-l’Amaury.
Nachdem er Herzog geworden war, bemühte sich Johann III. in den ersten Jahren seiner Regierung darum, die zweite Ehe seines Vaters für ungültig erklären zu lassen und seine Halbgeschwister damit zu nicht erbberechtigten Bastarden zu degradieren. Als dies misslang, versuchte er, da er selbst kinderlos geblieben und sein Bruder Guido 1331 gestorben war, sicherzustellen, dass sein Halbbruder Johann nicht das Herzogtum erbte. Er setzte deshalb seine Nichte Johanna von Penthièvre, genannt „die Lahme“ (la Boiteuse), einziges Kind Guidos, als Erbin ein und verheiratete sie 1337 mit Karl von Blois, dem zweiten Sohn der mächtigen Grafenfamilie und Neffen des Königs Philipp VI. 1340 jedoch änderte Johann III. seine Meinung, versöhnte sich mit seinem Halbbruder und erklärte diesen zu seinem Nachfolger. Am 30. April 1341 starb Johann III.
Die Konkurrenten unternahmen zwar keine juristischen Schritte, um ihre Ansprüche zu sichern, hatten aber beide in Paris bei König Philipp VI. vorgesprochen, zumal die Bretagne seit 1297 eine französische Pairie war. Dabei wurde bald deutlich, dass Philipp seinen Neffen Karl von Blois als legitimen Erbe anerkennen würde – entgegen der geltenden Lex Salica, nach der eindeutig Johann von Montfort einzusetzen war.

## Montforts Staatsstreich
Da auch der größte Teil des Adels in der Nachfolgefrage Karl von Blois unterstützte, musste Johann von Montfort Fakten schaffen, um überhaupt in der Lage zu sein, sich durchzusetzen. Er verließ sofort die Audienz in Paris, besetzte die Hauptstadt Nantes und beschlagnahmte den herzoglichen Schatz, der sich in Limoges, das ebenfalls zum Besitz Johanns III. gehört hatte, befand. Nach Nantes zurückgekehrt ließ er im Mai 1341 den Adel und den Klerus zusammenrufen, von dem jedoch ein großer Teil nicht erschien. Im Juni und Juli sicherte er sich die Kontrolle der wesentlichen befestigten Plätze, so dass er sich Mitte August im Besitz des größten Teils des Herzogtums, darunter den drei größten Städten, Nantes, Rennes und Vannes, befand. Anschließend reiste er nach England, wo ihm König Eduard III. militärische Unterstützung zusicherte und ihn als Graf von Richmond anerkannte.
Bis zu diesem Punkt war die Nachfolgefrage eine rein interne Angelegenheit der Bretagne gewesen. Im Südwesten Frankreichs tobte jedoch seit 1337 der Hundertjährige Krieg, der 1341 mit einem Waffenstillstand unterbrochen worden war. Es war jedoch eindeutig, dass die Feindseligkeiten mit dem Auslaufen der Abmachung im Juni 1342 wieder aufgenommen würden.

## Die Pariser Verurteilung
Als König Philipp VI. von Johanns englischen Kontakten erfuhr, wurde er von den anderen Pairs nach Paris gerufen – Johann zog es vor, zu fliehen, woraufhin Philipp VI. am 7. September 1341 durch den Erlass von Conflans Karl von Blois als Herzog anerkannte und Johann von Montfort aller seiner französischen Lehen, also vor allem Montforts, verlustig erklärt wurde.

## Der Krieg
Der nun ausbrechende Krieg fand in drei Abschnitten statt: Ende 1341 bis 19. Januar 1343, 1343 bis 1362 und 1362 bis 1364, die jeweils durch Waffenstillstände unterbrochen wurden.

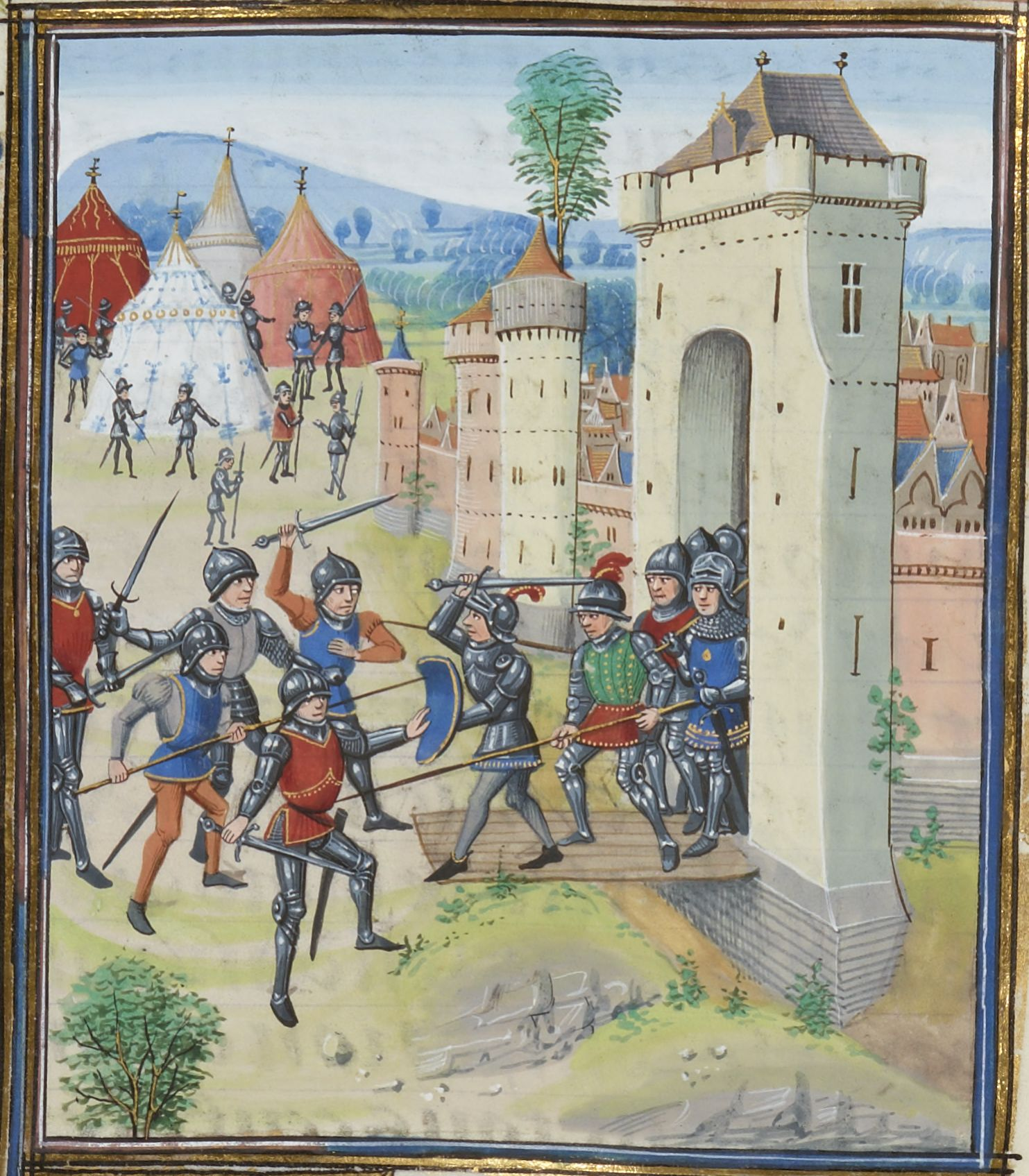
Die Belagerung von Hennebont 1342. (Grandes Chroniques de France, 15. Jahrhundert)

### Die erste Phase (1341 – 19. Januar 1343)
Eduard III. war durch den Waffenstillstand gehalten, nicht vor Juni 1342 in Frankreich aktiv zu werden, Philipp VI. hingegen war durch nichts daran gehindert, gegen aufständische Vasallen vorzugehen. Im November 1341 wurde Johann von Montfort nach einer zweiwöchigen Belagerung Nantes’ von den Einwohnern der Stadt gezwungen, sich zu unterwerfen. Ihm wurde sicheres Geleit geboten, um mit Karl von Blois in Verhandlungen zu treten, allerdings wurde er ins Gefängnis geworfen, als diese zu nichts führten.
Es war nun an Johanns Ehefrau Johanna von Flandern, die Sache Montforts voranzutreiben. Da sie ihre Position im Osten für unhaltbar hielt, richtete sie ihr Hauptquartier in Hennebont ein, einem Ort in der westlichen Bretagne, während man in Paris jetzt damit befasst war, die erwartete Landung Eduards in Calais nach dem Ende des Waffenstillstands zurückzuschlagen. Der größte Teil der französischen Armee wurde daher abgezogen und Karl von Blois mit seinen Ansprüchen alleine gelassen. Er erwies sich aber in dieser Situation als fähiger Militär, denn es gelang ihm, auch Rennes und Vannes für sich zu erobern.
Ende November 1342 landete Eduard III. in Brest und marschierte fast sofort gegen Vannes. Dessen Belagerung schleppte sich aber solange hin, bis eine französische Armee aufmarschierte, doch bevor irgendwelche größeren Kämpfe ausgetragen wurden, einigten sich die Könige am 19. Januar 1343 auf einen weiteren Waffenstillstand, bei dem Vannes in Obhut des Papstes gegeben wurde.

### Die zweite Phase (1343–1362)

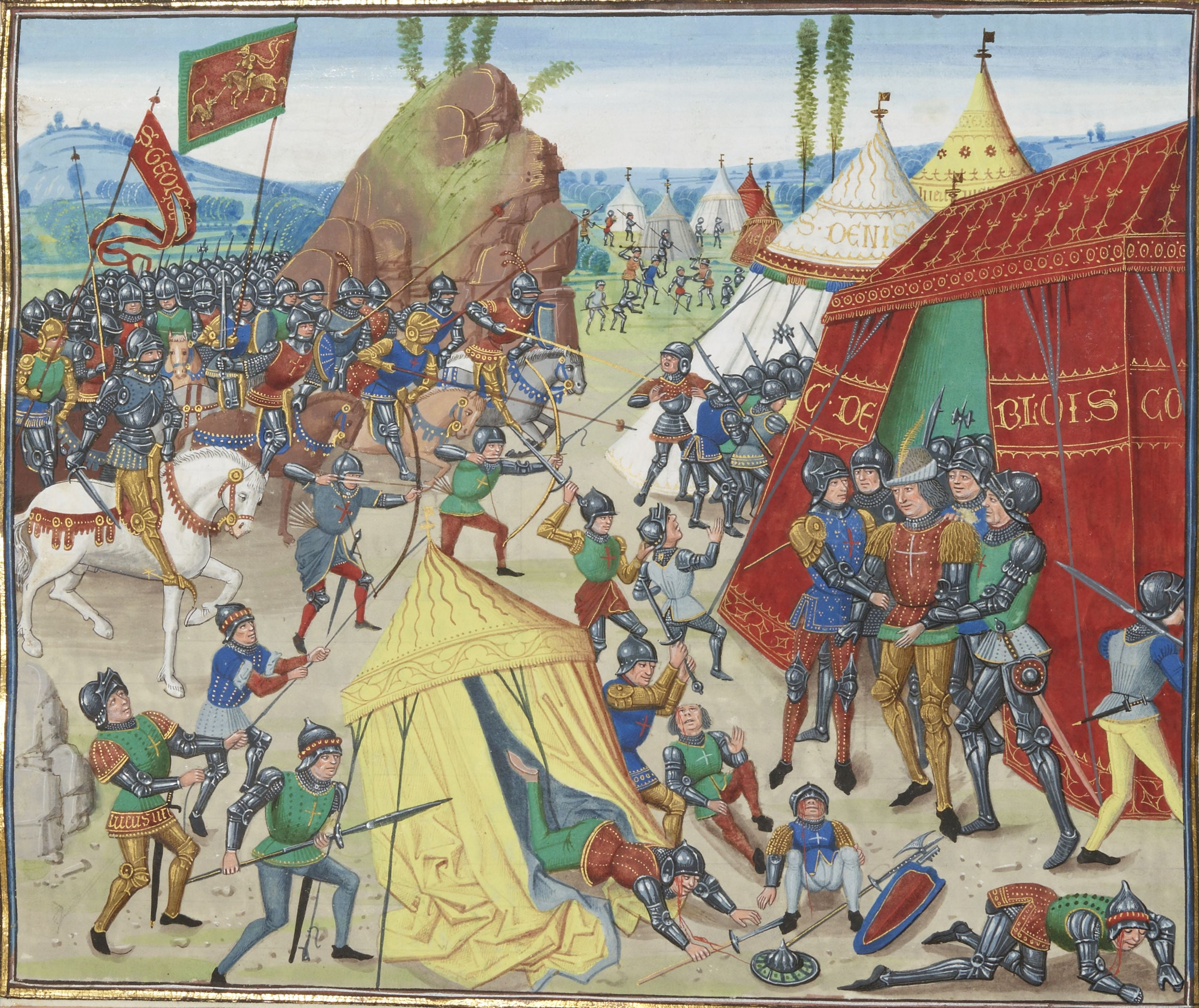
Karl von Blois wird in der Schlacht von La Roche-Derrien gefangen genommen.
(1347, Bibliothèque nationale de France)

1343 wurde Johann von Montfort gefangen gesetzt, aber kurze Zeit später freigelassen. Karl griff Hennebont an, das erfolgreich von Johanna von Flandern verteidigt wurde. Eine englische Armee hob die Belagerung auf und zwang Karl zum Waffenstillstand, der kurz darauf gebrochen wurde.
1344 eroberte Karl von Blois mit Hilfe einer französischen Armee Quimper, wobei 2000 Zivilisten getötet wurden.
1345 misslang Johann von Montfort die Rückeroberung Quimpers, er erkrankte und starb im Herbst desselben Jahres. Die Ansprüche auf die Bretagne erbte sein minderjähriger Sohn Johann V. Johanna von Flandern wurde die politische und militärische Anführerin ihrer Seite.
1347 wurde Karl von Blois in der Schlacht von La Roche-Derrien von den Engländern gefangen genommen.
1355 wurde Karl von Blois gegen ein Lösegeld von einer halben Million Écu freigelassen.

### Dritte Phase (1362–1364)
Am 29. September 1364 kam es zur Schlacht von Auray. Bertrand du Guesclin und Karl von Blois wurden von Johann V. und dem englischen Militär John Chandos entscheidend geschlagen. Karl fiel in dem Gefecht.
1365 wurde Johann V. als Herzog der Bretagne anerkannt, Karls Witwe Johanna gab im Frieden von Guérande alle Ansprüche auf die Bretagne auf. Überraschenderweise unterwarf sich der Herzog nicht dem englischen, sondern dem französischen König.

## Das „Turnier der Dreißig“

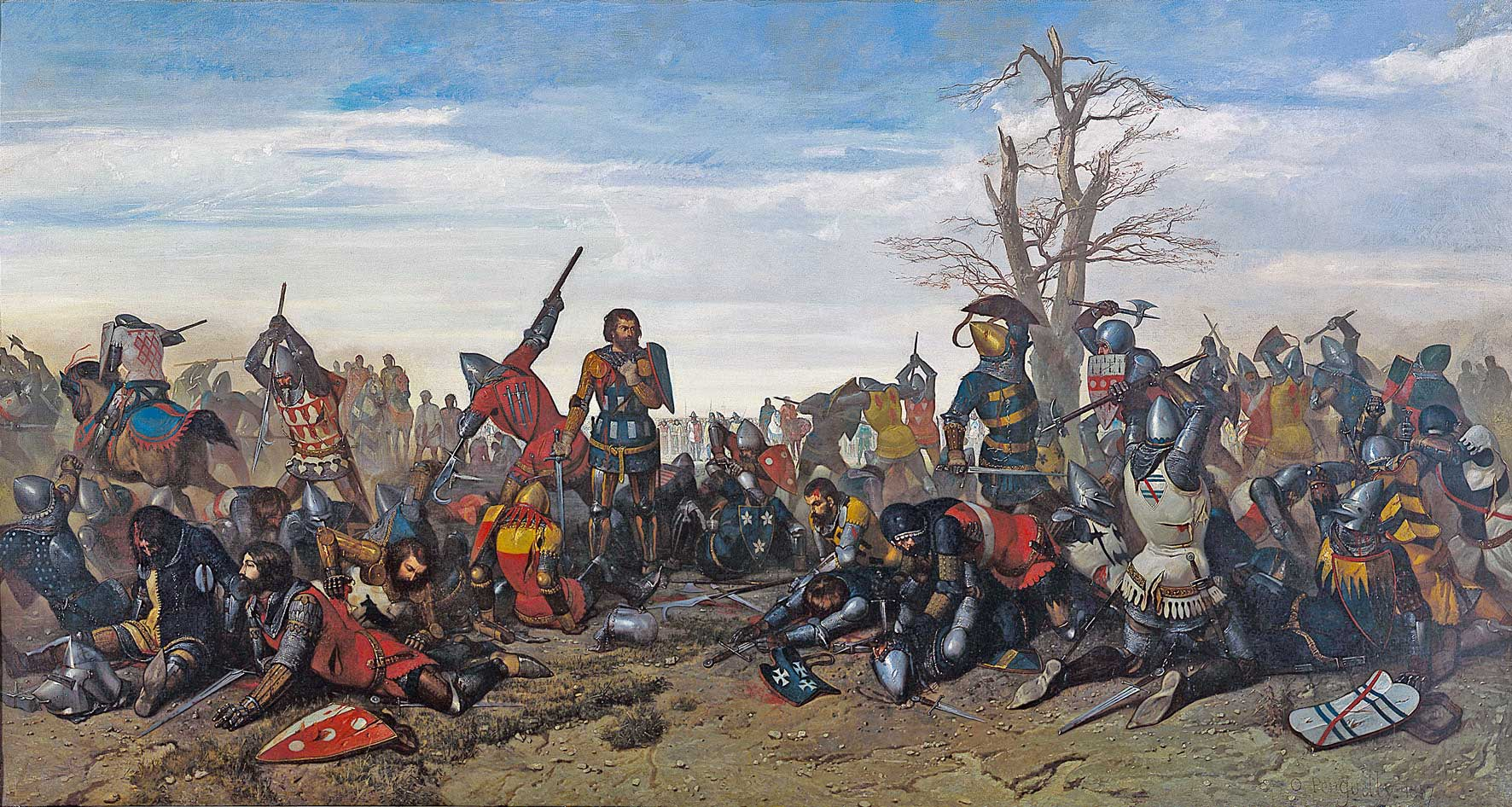
Le Combat des Trente. Historiengemälde des 19. Jahrhunderts von Octave Penguilly l’Haridon (1811–1870)

Der Kriegsverlauf war nicht so sehr durch größere Schlachten als vielmehr durch zahlreiche Reitergefechte, Belagerungen und kleinere Scharmützel gekennzeichnet. Berühmtheit erlangte das so genannte Turnier der Dreißig („Combat des Trente“), ein am 27. März 1351 veranstaltetes Ritterturnier, bei dem dreißig Kämpfer der Blois-Fraktion, angeführt von Robert de Beaumanoir, der gleichen Anzahl von Rittern der Montfort-Fraktion, angeführt von Robert Bemborough, gegenüberstanden. Nach einem erbittert geführten Kampf und dem Tode von Bemborough und acht seiner Anhänger wurden die Franzosen zu Gewinnern des Turniers ausgerufen. Obwohl das Turnier der Dreißig keinerlei Auswirkungen auf den eigentlichen Kriegsverlauf hatte, ranken sich Legenden um seinen Verlauf. So soll Robert de Beaumanoir – erschöpft und aus zahlreichen Wunden blutend – in einer Kampfpause um ein Getränk gebeten haben, woraufhin ihn sein Widersacher Bemborough aufgefordert haben soll, sein eigenes Blut zu trinken.

## Folgen
Auch nach dem Frieden von Guérande dauerten die Konflikte in der Bretagne weiter an und fanden ihr endgültiges Ende erst im Jahr 1379. Unter den fast vierzig Jahre dauernden Belastungen durch Plünderungen und Kriegskontributionen hatte vor allem die Landbevölkerung zu leiden. Städten wie Nantes, Rennes oder Quimper gelang es in dieser Phase einer geschwächten Zentralgewalt dagegen, ihren Status durch Privilegien zu verbessern.